# The Babysitter: Killer Queen
Pour les articles homonymes, voir The Babysitter et La Baby-sitter (homonymie).
Série The Babysitter
The Babysitter
(2017)
Pour plus de détails, voir Fiche technique et Distribution.
The Babysitter: Killer Queen est une comédie horrifique américaine réalisée par McG, sortie en 2020 sur le service Netflix.
Il s'agit d'une suite du film The Babysitter, également réalisé par McG en 2017.

## Synopsis
Deux ans après avoir affronté sa baby-sitter Bee et sa secte satanique, Cole est toujours hanté par les événements violents de cette soirée. De plus, son entourage pense que ce dernier n'a plus toute sa tête depuis la disparition de Bee et ses amis, l'histoire de Cole étant difficile à croire.
Seule son amie et voisine Melanie le croit. Cette dernière le pousse à aller de l'avant et essaye de lui changer les idées. Pour ça, elle l'invite à un week-end au bord d'un lac. Néanmoins, au cours de la soirée, les amis de Bee reviennent d'entre les morts, obligeant Cole à les affronter une seconde fois.

## Fiche technique
Sauf indication contraire, les informations mentionnées dans cette section peuvent être confirmées par la base de données cinématographiques IMDb,  présente dans la section « Liens externes ».
- Titre original : The Babysitter: Killer Queen
- Titre de travail : The Babysitter 2[1]
- Réalisation : McG
- Scénario : Dan Lagana, Brad Morris, Jimmy Warden et McG
- Musique : Bear McCreary
- Décors : Patrick M. Sullivan Jr.
- Photographie : Scott Henriksen
- Montage : Martin Bernfeld
- Production : McG, Zack Schiller et Mary Viola
  - Production déléguée : Devin Andre, Steven Bello, Alex Boies, Brian Duffield, Corey L. Marsh et Tyler Zacharia
- Sociétés de production : Wonderland Sound and Vision et Boies/Schiller Film Group Production
- Société de distribution : Netflix
- Pays d'origine :  États-Unis
- Langue originale : anglais
- Format : couleur - 2.35 : 1 - son Dolby Digital
- Genre : comédie horrifique
- Durée : 101 minutes
- Dates de sortie :
  -  : 10 septembre 2020 sur Netflix

## Distribution
- Judah Lewis (VF : Enzo Ratsito) : Cole Johnson
- Emily Alyn Lind (VF : Lisa Caruso) : Melanie
- Jenna Ortega (VF : Marion Huguenin) : Phoebe Atwell
  - Valentina Mandala : Phoebe enfant
- Andrew Bachelor (VF : Jhos Lican) : John Baptiste
- Robbie Amell (VF : Anatole de Bodinat) : Max
- Bella Thorne (VF : Élodie Menant) : Allison
- Hana Mae Lee (VF : Lila Lacombe) : Sonya
- Ken Marino (VF : Antoine Nouel) : Archie Johnson
- Leslie Bibb (VF : Pamela Ravassard) : Phyliss Johnson
- Chris Wylde (VF : Benoît Du Pac) : Juan
- Samara Weaving (VF : Elisabeth Ventura) : Bee
- Maximilian Acevedo (VF : Julien Alluguette) : Jimmy
- Juliocesar Chavez (VF : Arthur Pestel) : Diego
- Jennifer Foster : « Boom Boom »
- Carl McDowell (VF : Frantz Confiac) : Mr. « Big Carl » Davis
- Raymond Patterson : Mr. Nordy
- Helen Hong (en) : la principale Highbridge
- Amanda Cerny : Violet
- Jason Rogel (en) : l'officier Phil
- Scott MacArthur : Leeroy
- Easton Alexeyev : le démon

Version française réalisée par Cinéphase ; direction artistique : Benoît du Pac ; adaptation des dialogues : Yannick Ladroyes Del Rio ; enregistrement : Valentin Bouec ; mixage : Jean-Yves Rousseaux
 Source et légende : version française (VF) sur RS Doublage

## Production

### Développement
En septembre 2019, satisfaite des résultats du film The Babysitter, Netflix annonce la production d'un deuxième volet avec le retour de McG à la réalisation et à la production. Dan Lagana signe pour écrire le scénario et la société de production Boies/Schiller Film Group Production confirme également son retour à la production.
En août 2020, le service dévoile les premières images du film et fixe sa sortie au 10 septembre 2020.

### Attribution des rôles
Lors de l'annonce du projet, Netflix confirme que Judah Lewis, Hana Mae Lee, Robbie Amell, Bella Thorne, Andrew Bachelor, Ken Marino et Leslie Bibb reprendront leurs rôles dans la suite. Quelques mois plus tard, Jenna Ortega rejoint la distribution du film.
En août 2020, le retour d'Emily Alyn Lind dans le rôle de Melanie est confirmé avec la sortie de la bande-annonce du film.

### Tournage
Le tournage du film a débuté le 14 octobre 2019.